# Яковлев, Василий Данилович
Василий Данилович Яковлев (26 января 1909, Белый Колодезь, Харьковская губерния — 2 января 1980, Москва) — советский военачальник, вице-адмирал (18.02.1958).

## Биография
Родился в мещанской семье в селе Белый Колодезь, ныне в Волчанском районе, Харьковская область, Украина.

## Военная служба
В сентябре 1925 года поступил в Военно-морское училище им. М. В. Фрунзе.
В мае 1928 года по окончании училища был назначен вахтенным командиром канонерской лодки «Верный» Дальневосточной флотилии.
С ноября 1929 года — помощник командира, а с ноября 1931 года — командир канонерской лодки «Передовой» Дальневосточной флотилии. Член ВКП(б) с 1932 года.
С декабря 1932 года — слушатель командного факультета Военно-морской академии им. К. Е. Ворошилова.
С апреля 1936 года по окончании академии был назначен помощником начальника 1-го отдела Генштаба РККА.
С марта 1938 года — начальник 1-го отдела Главного Морского штаба ВМФ.
С сентября 1938 года — командир эсминца «Быстрый» Черноморского флота.
С ноября 1940 года — командир по оперативной части 3-го отделения, оперативного управления Главного Морского штаба ВМФ.
С января 1941 года — начальник 6-го отдела (оперативная подготовка) Оперативного управления Главного Морского штаба ВМФ.
С июня 1944 года — в распоряжении Разведывательного Управления Главного Морского штаба ВМФ.
С октября 1944 года — военно-морской атташе при полпредстве СССР в Англии, до этого помощник военно-морского атташе там же.
В 1947 году принимал участие в работе Лондонской и Парижской сессий Совета министров иностранных дел, где исполнял обязанности военно-морского эксперта.
С февраля 1949 года — начальник 2-го Главного управления Генштаба Советской армии (февраль 1949 — март 1950).
С марта 1950 года — начальник Оперативного управления Морского Генштаба ВМФ.
27 января 1951 года — присвоено воинское звание контр-адмирал.
С декабря 1951 года — начальник Главного оперативного управления — заместитель начальника Морского Генштаба ВМФ.
С апреля 1953 года — начальник Оперативного управления Генштаба ВМС.
С января 1956 года — начальник штаба Балтийского флота.
18 февраля 1958 года — присвоено воинское звание вице-адмирал.
С апреля 1957 года — заместитель начальника Главного Разведывательного Управления по стратегической разведке — начальник стратегической разведки.
С мая 1958 года — заместитель начальника Военно-морской академии им. К. Е. Ворошилова по научно-исследовательской работе.
С декабря 1960 года — начальник 1-й секции, затем заместитель председателя Морского научно-технического комитета.
С декабря 1966 года — помощник начальника Главного штаба ВМФ.
С апреля 1970 в отставке.
Умер 2 января 1980 года, похоронен на Кунцевском кладбище Москвы.

## Сочинения
- Яковлев В. Д. Советский военно-морской флот. — М.: ДОСААФ, 1966, с. 69.

## Награды
СССР
- орден Ленина (15.11.1950)
- два ордена Красного Знамени (30.04.1945, 30.12.1956)
- четыре ордена Красной Звезды (14.06.1942, 03.11.1944, 21.07.1945, 31.10.1967)
- медали СССР

Иностранные награды
- Командор Ордена Британской империи (Великобритания 1944)[1]